# Nine Below Zero
I Nine Below Zero sono un gruppo blues rock inglese.

## Storia del gruppo
Si sono formati nel 1977 nella zona sud di Londra per iniziativa di Dennis Greaves (voce e chitarra) e Peter Clark (basso) che coinvolgono nel loro progetto Kenny Bradley (batteria) e Mark Feltham (voce e armonica). In piena esplosione punk 77 decidono di andare controcorrente ispirandosi al Chicago Blues di John Mayall e di Sonny Boy Williamson II ed è proprio una canzone di Williamson a dare il nome al gruppo che fino al 1979 si era chiamato "Stan's Blues Band".
Grazie al loro manager Mickey Modern, che era sotto contratto con la A&M, riescono a convincere la casa discografica ad avere un contratto. Modern ne diventerà il produttore ed il direttore artistico.
Nel 1980, con l'ingresso del batterista Mickey Burkey, pubblicano il primo disco Live at the Marquee registrato dal vivo il 16 giugno 1980 nel famoso locale londinese.
L'anno successivo realizzano il primo album in studio Don't Point Your Finger prodotto da Glyn Johns.
È questo il periodo di maggior successo e vengono invitati a molte trasmissioni televisive.
Dopo il terzo album, Third Degree del 1982, sebbene questo sia stato il maggiore successo commerciale, l'interesse mediatico scende cosicché il gruppo perde affiatamento e decide di sciogliersi.
Nel 1990 la I.R.S. spinge per una riunione in occasione del decimo anniversario dal primo disco; Greaves e Feltham contattano quindi Gerry McAvoy e Brendan O'Neill (già sezione ritmica del chitarrista Rory Gallagher) che si uniscono stabilmente al gruppo.
Nel 1992 Feltham lascia il gruppo e viene sostituito prima da Alan Glen e dopo da Billy Boy Miskimmin. Feltham ritorna definitivamente nel 2001.
Nel 2005 il brano "Go Girl" viene incluso nella compilation Of Hands and Hearts: Music for the Tsunami Disaster Fund.
All'inizio del 2012 il dimissionario Gerry McAvoy viene rimpiazzato da Brian Bethell che aveva suonato il basso nell'album Third Degree.
Nell'autunno del 2014, in occasione del ‘Classic Line Up’ tour, torna in formazione il batterista storico Mickey Burkey.

## Formazione
- Dennis Greaves - chitarra e voce (1977-1983, 1990-presente)
- Mark Feltham - armonica e voce (1977-1983, 1990-1992, 2001-presente)
- Ben Willis - basso (2016-presente)
- Mickey Burkey - batteria (1980-1982, 2014-presente)

## Discografia
- 1980 - Live at the Marquee - A&M Records
- 1981 - Don't Point Your Finger - A&M Records
- 1982 - Third Degree - A&M Records
- 1989 - Live at the Venue - Receiver
- 1991 - On The Road Again - China Records
- 1992 - Off The Hook - China Records
- 1993 - Special Tour Album 93 - China Records (solo su LP)
- 1994 - Hot Music For A Cold Night - Pangea Records
- 1995 - Ice Station Zebro - Pangea Records
- 1997 - Live in London - Indigo
- 2000 - Refrigerator - Zed Records
- 2000 - Give Me No Lip Child - Indigo
- 2002 - Chilled - Zed Records
- 2005 - Hat's Off - Zed Records
- 2008 - Both Sides of Nine Below Zero - Angel Air Records
- 2009 - It's Never Too Late! - Zed Records
- 2011 - The Co-Operative (with Glenn Tilbrook) - Quixotic Records
- 2012 - Live at the Marquee [CD & DVD Expanded Edition] - A&M Records
- 2013 - A to Zed - The Very Best of - Zed Records
- 2014 - Don't Point Your Finger [2CD Expanded Edition] - UMC
- 2014 - Third Degree [2CD Expanded Edition] - UMC
- 2016 - 13 Shades Of Blue - Zed Records
- 2019 - Avalanche